# Alocasia portei
Alocasia portei är en kallaväxtart som beskrevs av Heinrich Wilhelm Schott. Alocasia portei ingår i släktet Alocasia och familjen kallaväxter. Inga underarter finns listade.